# Пріаранса-дель-Б'єрсо
Пріаранса-дель-Б'єрсо (ісп. Priaranza del Bierzo) — муніципалітет в Іспанії, у складі автономної спільноти Кастилія-і-Леон, у провінції Леон. Населення — 858 осіб (2010).
Муніципалітет розташований на відстані близько 340 км на північний захід від Мадрида, 90 км на захід від Леона.
На території муніципалітету розташовані такі населені пункти: (дані про населення за 2010 рік)
- Феррадільйо: 13 осіб
- Парадела-де-Мусес: 22 особи
- Пріаранса-дель-Б'єрсо: 361 особа
- Санталья-дель-Б'єрсо: 182 особи
- Вільялібре-де-ла-Хурісдіксьйон: 269 осіб
- Вільяв'єха: 11 осіб

## Демографія
Динаміка населення (INE ):

## Галерея зображень

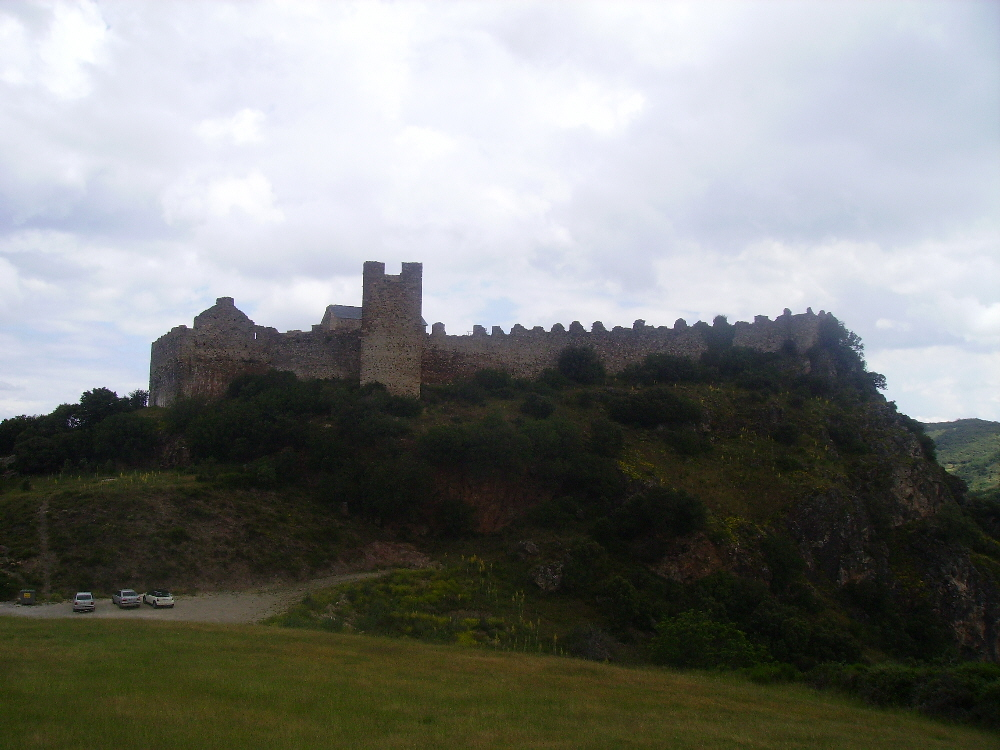
Замок Корнатель